# Caja real

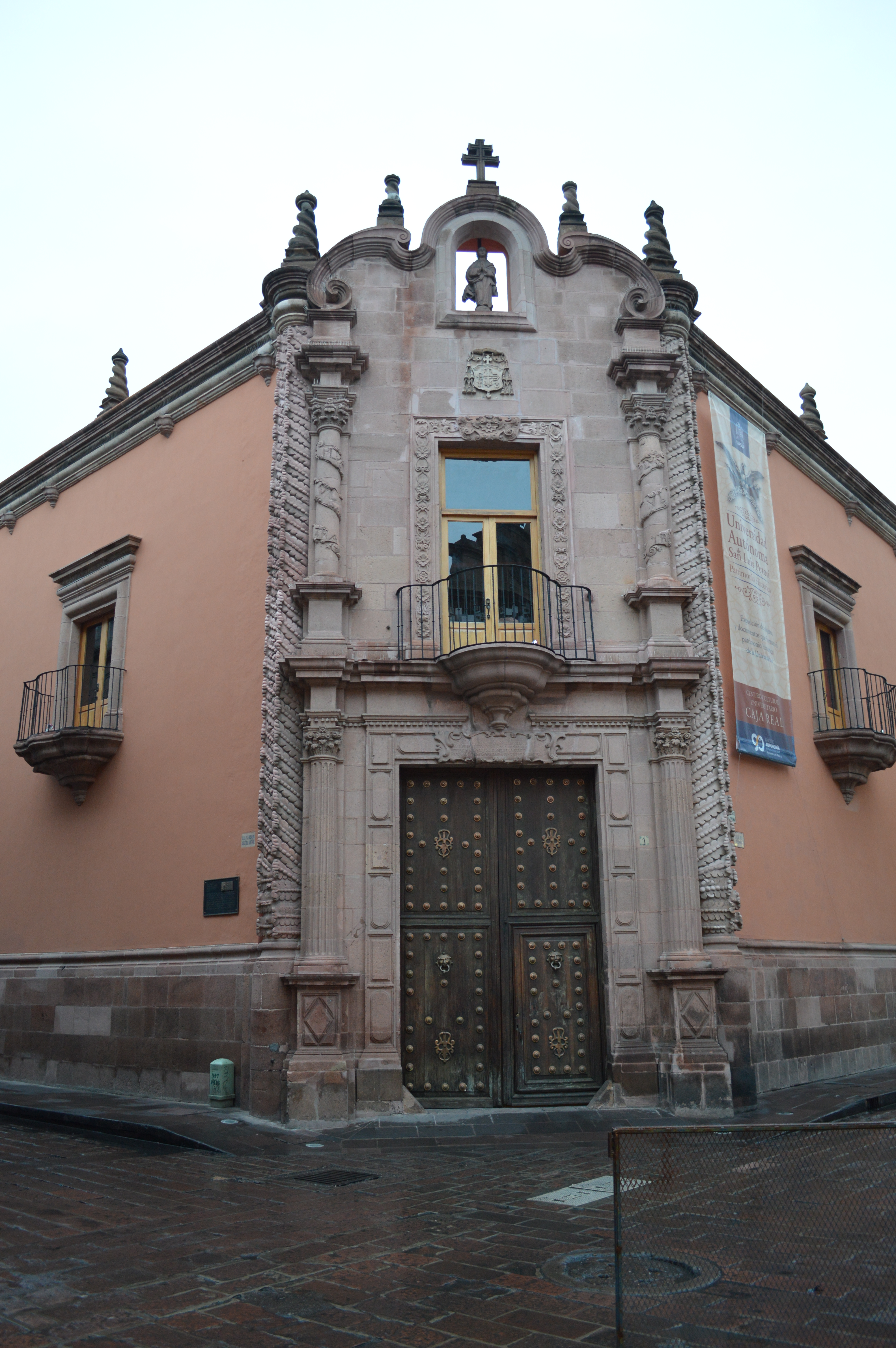
Fachada de la Real Caja de San Luis Potosí (México).

Una caja real era el lugar donde se depositaba y disponía el oro, plata, piedras preciosas, dinero y otros bienes provenientes de los tributos impuestos por la Monarquía hispánica. 
Estas oficinas se fueron creando, formando una red de cajas reales, según se acompasaba la conquista y asentamiento del territorio del Imperio español, con el fin de administrar la tesorería de la Real Hacienda indiana, con el modelo de la Casa de Contratación. La primera caja real que se estableció en el territorio americano fue la Real Caja de México, en 1521, al terminar la conquista de México.
Según la documentación existente en el Archivo General de Indias, a través de las cartas-cuenta con los ingresos y gastos registradas por los oficiales reales, han existido cerca de 150 cajas reales, desde el siglo XVI a finales del siglo XIX.

## Historia
Uno de los aspectos que más atención recibió de los primeros conquistadores fue el control de la tesorería, los ingresos y gastos necesarios para el control y expansión del territorio americano, a semejanza con la administración fiscal existente en la Península ibérica. Todas las cuentas debían remitirse al Consejo de Indias para su control fiscal.
Ya en fecha tan temprana como en 1501, los Reyes Católicos establecieron un sistema para recaudar impuestos y tributos en La Española para asegurar la justa parte que les correspondía.
Se establecieron cajas reales en los centros administrativos más importantes, como las capitales de los virreinatos de la Monarquía Española en América, las denominadas "cajas principales", como en México y Lima, además de en ciudades de particular importancia económica, las cajas sufragáneas que tenían dependencia de las anteriores, como las que disponían de mayores puertos, ciudades mineras y áreas indígenas muy pobladas. La gestión estaba encomendada a los contadores, tesoreros, veedores y factores, que tenían la categoría de oficial real. Posteriormente solo quedaron el tesorero y el contador y se incorporó el gobernador a la administración. Cuando el territorio era demasiado grande, los oficiales nombraban unos ayudantes, llamados tenientes de oficial real.
Las cuentas se hacían con los correspondientes ingresos y egresos (datas) sobre la base de una caja principal, que además de su cometido usual, recogía los fondos de las cajas sufragáneas, que se iban creando según fuese necesario por las actividades económicas principales. Como ejemplo, en el Virreinato de Nueva España, a fines del siglo XVI había siete cajas, entre ellas, la de Acapulco, que tuvo que abrirse en 1590 por el rápido crecimiento del comercio en la ciudad debido al éxito del Galeón de Manila, que comunicaba Nueva España con Manila. Había 12 cajas reales en el siglo XVII y 24 en el siglo XVIII. 
Cada caja real se encargaba de la administración hacendística dentro de una división territorial, que hacía las veces de distrito fiscal. Se establecieron procedimientos para prevenir el fraude y se utilizaba el sistema de las tres llaves, por el que no se podían hacer entradas o salidas en la caja sin la presencia simultánea de los oficiales que tenían cada uno una llave para poder abrirla: contador, tesorero y el oficial más importante del distrito fiscal (el virrey en persona, el oidor decano de la Audiencia o el gobernador).
Las entradas a las cajas principalmente venían por los impuestos sobre la producción de plata y oro y sobre la acuñación de plata (señoreaje), impuestos a las ventas (alcabalas), almojarifazgos, medias anatas eclesiásticas y seculares, sueldos, renuncia o renta de oficios, novenos de la mitad del ingreso de los diezmos reservados a la Corona (novenos), quintos del rey y otros ingresos de los monopolios reales como el de los naipes, cobre, juego de gallos, plaza de toros, papel sellado, salinas, lotería, tabaco y azogue. Aunque los indios estaban exentos de muchos impuestos, pagaban el nuevo servicio real, el medio real de hospital, el medio real de ministros y fondos para las cajas de comunidad de sus pueblos (bienes de comunidades). Se ingresaban además la venta de indulgencias y las bulas de la Santa Cruzada, así como dos novenas partes del diezmo de cada diócesis de las Indias para mantener las misiones y financiar la guerra contra los infieles.
Una parte de los ingresos permanecía en América para los gastos de administración, poblamiento, evangelización y defensa de los virreinatos. Cada caja debía gestionar sus ingresos, hacer los pagos y remitir los sobrantes a la Corona. Pero no siembre el resultado era satisfactorio y, en algunos casos, los gastos superaban a los ingresos. Sin embargo, debido al interés por la conservación de los territorios, se estableció que las cajas deficitarias fueran ayudadas con los excedentes de otras, tratando de que la América hispana fuera autosuficiente.
Debido a su importancia en la época colonial, son numerosos los edificios representativos construidos para contener toda la estructura administrativa fiscal y de custodia de los bienes asignados. 